# Leptocheirus hirsutimanus
Leptocheirus hirsutimanus är en kräftdjursart som först beskrevs av Charles Spence Bate 1862. Enligt Catalogue of Life ingår Leptocheirus hirsutimanus i släktet Leptocheirus och familjen Aoridae, men enligt Dyntaxa är tillhörigheten istället släktet Boeckia och familjen Aoridae. Arten är reproducerande i Sverige. Inga underarter finns listade i Catalogue of Life.